# Naenia filicis
Naenia filicis là một loài bướm đêm trong họ Noctuidae.